# Jesús Mateo Calderón Barrueto
Jesús Mateo Calderón Barrueto OP (* 21. September 1920 in Cajabamba, Peru; † 28. Oktober 2010 in Lima) war von 1972 bis 1998 Bischof von Puno.

## Leben
Jesús Mateo Calderón Barrueto stammte aus einer Großfamilie und hatte dreizehn Geschwister. Er trat 1937 der Ordensgemeinschaft der Dominikaner im Kloster Santo Domingo de Lima bei. Am 6. Juni 1940 legte er seine Ordensgelübde ab und studierte Philosophie und Theologie an der Dominikanischen Ordensschule in Cusco. Er empfing am 27. Dezember 1947 die Priesterweihe. Calderón Barrueto war zunächst stellvertretender Lehrer an der Ordensschule und absolvierte ein Theologiestudium am Angelicum in Rom. Nach seiner Rückkehr wurde er Novizenmeister und Lehrer sowie Seelsorger der Missionen in den benachbarten Dörfern der Stadt Cusco. Später war er Prior des Klosters Santo Domingo de Arequipa.
Papst Paul VI. ernannte ihn 1969 zum Titularbischof von Mevania und bestellte ihn zum Weihbischof im Bistum Ica. Die Bischofsweihe spendete ihm am 27. April 1969 der Bischof von Ica, Alberto Maria Dettmann y Aragón OP; Mitkonsekratoren waren Eduardo Picher Peña, Bischof von Callao, und Javier Miguel Ariz Huarte OP, Apostolischer Vikar von Puerto Maldonado. 1972 erfolgte die Ernennung zum Bischof von Puno durch Papst Paul VI. 1998 wurde seinem altersbedingten Rücktrittsgesuch stattgegeben.
Calderón Barrueto engagierte sich immer wieder für die Menschenrechte, prangerte in seinen Predigten Menschenrechtsverletzungen an und setzte sich für die Opfer politischer Gewalt ein. Er unterstützte die Bauern-Organisationen in der Region Puno im Kampf um Land. Er war einer der Gründer und langjähriger Präsident des Instituto de Pastoral Andina (IPA). Ergalt als Vorläufer der Befreiungstheologie in der katholischen Kirche der südlichen Anden.

## Schriften
- mit Jon Sobrino und Germán Schmitz Sauerborn: Oscar Romero. Profeta y mártir de la liberación. Centro de Estudios y Publicaciones, Lima, 2. Aufl. 1982.